# Jasmina Pišek
Jasmina Pišek, slovenska rokometašica, * 24. maj 1996, Celje.
Jasmina je članica ŽRK Celje in slovenske reprezentance.
Za Slovenijo je nastopila na evropskem prvenstvu 2018